# Roland Heinrich Scholl
Roland Heinrich Scholl (Zurigo, 30 settembre 1865 – Mörtitz, 22 agosto 1945) è stato un chimico svizzero, noto principalmente per la sintesi del coronene e per i suoi studi sugli idrocarburi policiclici aromatici.

## Vita
Roland Heinrich Scholl nacque a Zurigo il 30 settembre 1865, figlio di un mercante del Baden. Dopo l'istruzione primaria ricevuta da un insegnante privato e l'istruzione secondaria presso un ginnasio di Zurigo, studiò chimica e fisica presso l'Università di Würzburg nel 1883. Uno dei suoi insegnanti fu Johannes Wislicenus, fratello di sua madre. Dopo il servizio militare in un reggimento bavarese, proseguì i suoi studi nel 1885 presso il Politecnico federale di Zurigo. Nel 1890 conseguì il Ph.D. presso l'Università di Basilea.
Nel 1893 Scholl diventò Privantdozent in chimica al Politecnico e all'Università di Zurigo. Nel 1897 divenne assistente direttore del laboratorio chimico della Technische Hochschule Karlsruhe (oggi Karlsruher Institut für Technologie). Dopo la promozione a professore associato (1904) si spostò all'Università di Graz, dove diventò professore ordinario nel 1907. Nel 1914 si arruolò volontario durante la prima guerra mondiale; nel 1916 al termine del servizio militare si spostò a Dresda alla Technische Universität Dresden, dove lavorò come direttore dell'istituto di chimica organica fino al suo pensionamento nel 1934.
A causa di ferite ricevute durante il bombardamento di Dresda del febbraio 1945, Scholl morì il 22 agosto 1945 in un campo profughi situato in un aeroporto militare dismesso presso Mörtiz, un piccolo villaggio della Sassonia.

## Ricerche
Scholl diventò noto sin da giovane nella comunità scientifica con le sue pubblicazioni sulla chimica dell'acido fulminico, dove confutava le strutture proposte da Friedrich August Kekulé e Edward Divers. Nei primi anni del 1900 condusse alcune ricerche per la BASF, e iniziò a studiare gli idrocarburi policiclici aromatici, in particolare i coloranti al tino come indantrene e flavantrene nel 1903. Tra le altre cose, Scholl sviluppò un metodo di sintesi del pirantrone, primo colorante al tino senza azoto e senza zolfo.
Scholl fu uno dei primi ad utilizzare la microbilancia sviluppata da Fritz Pregl, padre della microanalisi, che fu un suo collaboratore. Nel 1911 Roland Scholl e Oscar Bally pubblicarono un articolo sulla sintesi del benzantrone tramite una reazione di condensazione dell'antrachinone con glicerolo, un processo che sarà in seguito chiamato sintesi di Bally-Scholl. Nel 1932 Scholl fu il primo a sintetizzare il coronene.
Scholl diventò membro della Accademia Austriaca delle Scienze nel 1916, della Accademia Sassone delle Scienze nel 1920, e della Deutsche Chemische Gesellschaft e della Chemische Gesellschaft Karlsruhe nel 1930. Nel 1944 ottenne la Medaglia Goethe per le Arti e la Scienza (Goethe-Medaille für Kunst und Wissenschaft). Nel corso della sua carriera Scholl scrisse più di 180 articoli. L'ultimo apparve postumo, da lui scritto a memoria durante la permanenza nel campo profughi.